# U.S. Route 61
L'U.S. Route 61 è una strada a carattere nazionale statunitense che si estende per 2264,12 chilometri e collega New Orleans con Wyoming (Minnesota).

## L'infrastruttura
L'autostrada segue in generale il corso del fiume Mississippi, ed è così chiamata anche la "strada del grande fiume" (Great River Road) per la maggior parte del suo percorso. Al 2004, il terminale più settentrionale (la città di Wyoming (Minnesota)) si trova ad una intersezione con la Interstate 35. Prima del 1991, la U.S. Route 61 si estendeva a nord di quella che adesso è la MN 61, passando per Duluth, Minnesota, fino al confine internazionale con il Canada vicino a Grand Portage, Invece, il suo punto più meridionale, a New Orleans, interseca la Tulane Avenue con la South Broad Street. La strada è anche chiamata "the Blues Highway", proprio in virtù del suo percorso che attraversa gli stati considerati patria del genere musicale appena citato.
La strada era un tempo un importante snodo nord-sud, prima della costruzione del sistema di autostrade inter-statali. Il nome dell'highway è stato inoltre utilizzato da Bob Dylan (nativo del Minnesota) per il suo album, Highway 61 Revisited, e per l'omonima canzone lì contenuta, che, con linguaggio immaginifico e surreale, presenta una lunga serie di eventi fantastici e ispirati alla tradizione ebraico-cristiana (la scena del sacrificio di Isacco viene posta dal cantautore proprio sull'Highway 61). Prima di ciò, Sunnyland Slim e Johnny Young registrarono una canzone blues proprio dedicata alla strada, rispettivamente nel 1957 e nel 1962.